# Hydacjusz
Hydacjusz lub Idacjusz (ur. około 400, zm. około 469) – biskup Aquae Flaviae w prowincji Gallaecia (najprawdopodobniej współczesne Chaves w portugalskim dystrykcie Vila Real). Jest znany jako autor kroniki opisującej wydarzenia na Półwyspie Iberyjskim w V wieku, uważanej za jedno z najbardziej wiarygodnych źródeł dotyczących tych terenów w tym okresie. 

## Życie
Hydacjusz urodził się w okolicach 400 roku w pobliżu Civitas Lemica, rzymskiego miasta w okolicach współczesnego Xinzo de Limia w hiszpańskiej prowincji Ourense leżącej w Galicji. Jako młodzieniec udał się wraz z matką na pielgrzymkę do Ziemi Świętej, gdzie odwiedził między innymi Betlejem. W czasie pobytu w tym mieście spotkał między innymi Hieronima ze Strydonu. W okolicach 417 roku został duchownym, a w 427 roku został konsekrowany na biskupa Chavez (wówczas Aquae Flaviae). Jako biskup był liderem lokalnej społeczności, brał aktywny udział nie tylko w życiu religijnym, ale także politycznym i społecznym. W czasach, w których żył Hydacjusz, Cesarstwo Rzymskie zaczęło tracić kontrolę nad Galicją na rzecz różnych grup barbarzyńców, najeżdżających Półwysep Iberyjski. Główną siłą w tym regionie szybko stali się Swebowie, którzy osiedlili się w Galicji około 411 roku. Między nimi a ludnością romańską bardzo często dochodziło do tarć, i Hydacjusz brał często udział w rokowaniach z wodzami Swebów. W 431 roku wziął udział w poselstwie do Aecjusza Flawiusza, wodza i polityka, który był wówczas najbardziej wpływową postacią w zachodniej części Cesarstwa. Posłowie z Iberii prosili rząd centralny o interwencję i ochronę przed Swebami. 
Hydacjusz był również aktywny w zwalczaniu grup uznawanych za heretyckie. Jego działalność w tym względzie nie ograniczała się jednak tylko do diecezji Aquae Flaviae, współpracował również z innymi biskupami z Półwyspu Iberyjskiego. Był w stałym kontakcie z na przykład Toribiusem z Astorgi czy Antoniuszem z Méridy. Razem z biskupem Astorgi prosił o pomoc papieża Leona I o pomoc w problemach z różnymi ruchami heretyckimi. Hydacjusz wspominał głównie o manichejczykach, ale pojęciem tym określano wówczas bardzo wiele grup, nawet jeśli nie miały żadnego związku z naukami Maniego. Historycy podejrzewają, że chodziło tu o pryscylian, zwolenników Pryscyliana, który inspirował się gnostycyzmem i perskim dualizmem. Poza tym niewiele wiadomo na temat prywatnego życia Hydacjusza. Wiadomo jeszcze, że w 460 roku został on porwany i na pewien czas uwięziony przez swoich, bliżej niezidentyfikowanych, przeciwników. Sugeruje to, że odgrywał dużą rolę w sprawach Galicji. Hydacjusz zmarł najprawdopodobniej w 468 roku, gdyż w okolicach tego roku urywa się jego kronika.

## Kronika Hydracjusza
Kronika Hydacjusza była w pewnym sensie kontynuacją pracy Hieronima, który z kolei opierał się w swojej pracy na dorobku Euzebiusza z Cezarei. Na wstępie do swojej kroniki Hydacjusz wspomina o Hieronimie i jego pracy i zaczyna od opisu wydarzeń z 379 roku. Wiadomo, że miał dostęp do wielu innych źródeł i często z nich korzystał. Używał czterech różnych systemów chronologicznych. Z tego powodu poprawne umiejscowienie opisanych wydarzeń według współczesnej chronologii nie jest łatwe. Lata do 427 roku są opisane pobieżnie i Hydacjusz wspomina tylko niektóre wydarzenia, jak np. wkroczenie w 411 roku na Półwysep Iberyjski plemion Alanów, Swebów i Wandalów oraz ich wojny z Wizygotami (416-418).  
Od 427 roku zaczyna relacjonować wydarzenia mu współczesne, był zresztą świadkiem niektórych z nich. Dzięki temu są one opisane obszernie i zawierają często o wiele więcej informacji niż typowe kroniki. 
Głównym celem Hydacjusza było ukazanie procesu rozkładu społeczeństwa w zachodniej części cesarstwa Rzymskiego a zwłaszcza w Hiszpanii. Z jego opisów wyłania się bardzo ponury obraz życia w V wieku. Jego pesymizm mógł wynikać z wiary w nieuchronnie zbliżający się koniec świata, który z kolei był efektem lektury apokryficznego listu Chrystusa do Tomasza, według którego apokalipsa rozpocznie się w maju 482 roku. Hydacjusz prawdopodobnie wierzył, że opisuje ostatnie lata istnienia świata i z tego powodu mógł przesadzać w opisach okrucieństw i klęsk jakie dotykały ludzkość, tak aby przypominały one wizję zawartą w Apokalipsie Świętego Jana. Szczególnie widać to przy opisie zniszczenia stolicy Swebów, Bragi, przez wojska króla Wizygotów, Teodoryka II. 
Bez względu na ubarwianie wydarzeń i przedstawianie ich w apokaliptycznym świetle, kronika Hydacjusza jest jednym z najważniejszych źródeł informacji na temat wydarzeń w zachodnim cesarstwie Rzymskim w V wieku. Jest również jedynym źródłem dotyczącym dziejów rzymskiej Hiszpanii w tym okresie.    
Jest raczej wątpliwe, aby Hydacjusz był również autorem Fasti consulares dla lat 245-468, które zostały dołączone do kroniki.

## Wydania kroniki
- Burgess R.W., edycja i tłumaczenie, The Chronicle of Hydatius and the Consularia Constantinopolitana, Oxford: Clarendon Press, 1993
- Mommsen Theodor, edycja, Chronica minora saec. IV.V.VI.VII., volumen II, w: Monumenta Germaniae Historica, Auctores Antiquissimi, numer 11, Berlin: Weidmann, 1894
- Foryt A., edycja i tłumaczenie, Kronika po Hieronimie, w: Izydor z Sewilli, Historia Gotów, Wandalów i Swebów oraz kroniki wczesnośredniowiecznej Hiszpanii, Kraków: Wydawnictwo AVALON, 2017, s. 81-125